# Суперкубок Андорри з футболу 2008
Суперкубок Андорри з футболу 2008 — 6-й розіграш турніру. Матч відбувся 14 вересня 2008 року між чемпіоном Андорри клубом Санта-Колома та володарем кубка Андорри клубом Сан-Жулія. 
| Володар Суперкубка Андорри 2008 |
| ------------------------------- |
| logo                            |
| Санта-Колома Четвертий титул    |

## Матч

### Деталі
| 14 вересня 2008 |

| Санта-Колома              | 3:0      | Сан-Жулія |
| ------------------------- | -------- | --------- |
| Бето 32', 75' Родріго 76' | Протокол |           |

| Комуналь д'Айшовалль, Айшовалль |